# Jean-Paul Cisife
Jean-Paul Cisife (París,,
19 de junio de 1933 – París,11 de julio de 1988) fue un actor y director teatral y dramaturgo de nacionalidad francesa, activo también como intérprete televisivo y cinematográfico.

## Biografía
Debutó en el cine con "La Reine Margot", de Jean Dreville, en 1954, con un papel sin créditos. Otras actuaciones para la gran pantalla tuvieron lugar en L'Aveu (1970) y en El viejo fusil (1975).
En la televisión, Cisife fue actor en telefilmes y series como Rocambole (1964), L'Âge heureux (1966), Arsène Lupin (1971), Schulmeister, l'espion de l'empereur (1972) o Las brigadas del tigre (1978).
Jean-Paul Cisife falleció en 1988.

## Teatro

### Actor
- 1956 : Virginie de Michel André, escenografía de  Christian-Gérard, Théâtre Daunou
- 1958 : Les Parisiens, de Irène Strozzi y Jean Parédès, escenografía de Christian-Gérard, Théâtre de l'Œuvre
- 1960 : Le Repas des fauves, de Vahé Katcha, escenografía de André Charpak, Teatro de la Alliance française
- 1962 : La Contessa ou la volupté d'être, de Maurice Druon, escenografía de Jean Le Poulain, Théâtre de Paris
- 1962 : Cherchez le corps, Mister Blake, de Frank Launder y Sidney Gilliat, escenografía de Georges Vitaly, Théâtre La Bruyère
- 1965 : Enquête à l'italienne, de Jacques de La Forterie, escenografía de Daniel Crouet, Théâtre Gramont
- 1966 : Ta femme nous trompe, de Alexandre Breffort, escenografía de Michel Vocoret, Théâtre des Capucines
- 1967 : Antigone, de Bertolt Brecht, escenografía de Jean Tasso, Festival du Marais
- 1967 : Interdit au public, de Jean Marsan, escenografía de Jean Le Poulain, Théâtre Saint-Georges
- 1969 : Toro Tumbo, de Clément Harari, escenografía del autor, Théâtre de la Cité internationale
- 1970 : Une poignée d'orties, de Marc-Gilbert Sauvajon, escenografía de Jacques-Henri Duval, Théâtre de la Michodière
- 1970 : La ratonera, de Agatha Christie, escenografía de Jean-Paul Cisife, Théâtre des Célestins
- 1971 : La ratonera, de Agatha Christie, escenografía de Jean-Paul Cisife, Théâtre Hébertot
- 1973 : Ce formidable bordel !, de Eugène Ionesco, escenografía de Jacques Mauclair, Théâtre Moderne
- 1975 : Marie, de Isaac Babel, escenografía de Bernard Sobel, Théâtre de Gennevilliers
- 1976 : El eterno marido, de Fiódor Dostoyevski, escenografía de Jean Rougerie, Théâtre Firmin Gémier Antony
- 1977 : Un loup à cinq pattes, de Raymond Gerbal, escenografía de Edmond Tamiz, Théâtre 71
- 1984 : Offenbach, tu connais ?, de Roger Défossez, escenografía de Nicolas Bataille, Teatro de la Huchette
- 1987 : Sports et divertissements, de Erik Satie, escenografía de Nicolas Bataille y Jacques Legré, Teatro de la Huchette

### Director
- 1960 : Souper intime, de Yves Chatelain, Théâtre de l'Œuvre
- 1962 : Lieutenant Tenant, de Pierre Gripari, Théâtre de la Gaîté Montparnasse
- 1962 : Qui ou quand ?, de Jean Silvain
- 1963 : Bonsoir Madame Pinson, de Arthur Lovegrove, adaptación de André Gillois y Max Régnier, Teatro de la Porte Saint-Martin
- 1964 : Ballade pour un futur, de Félix Lützkendorf, Théâtre des Mathurins
- 1964 : Le Marchand de cercueils, Les Yeux de 18 ans y Césaire ou la puissance de l'esprit, de Jean Schlumberger, Théâtre des Mathurins
- 1969 : Mathieu Legros, de Jean-Claude Grumberg, Théâtre de la Gaîté Montparnasse
- 1970 : Les Enfants d'Édouard, de Marc-Gilbert Sauvajon, Théâtre des Bouffes-Parisiens
- 1970 : La ratonera, de Agatha Christie, Théâtre des Célestins
- 1972 : Clérambard, de Marcel Aymé
- 1973 : Au théâtre ce soir: D'après nature ou presque, de Michel Arnaud, dirección de Georges Folgoas, Théâtre Marigny
- 1973 : Crime impossible, de Michel Arnaud, Théâtre de la Renaissance
- 1974 : Les Larbins, de Henri de Menthon, Théâtre du Lucernaire
- 1976 : Armistice au pont de Grenelle, de Éric Westphal, Café-théâtre des Halles Le Fanal
- 1977 : La Belle Vie, de Carlos Queiroz Telles, Théâtre du Lucernaire
- 1978 : Crime à la clef, de Alain Bernier y Roger Maridat, Théâtre Tristan Bernard
- 1980 : Notre-Dame de l'informatique, de Jean-Louis Terrangle, Théâtre du Lucernaire
- 1984 : Le Don d'Adèle, de Pierre Barillet y Jean-Pierre Grédy
- 1986 : Adorable Julia, de Marc-Gilbert Sauvajon a partir de Somerset Maugham, Théâtre Hébertot y gira Herbert-Karsenty
- La Chevauchée élastique, de Pierre Louki, Teatro de la Huchette
- Turlututu, de Marcel Achard

## Televisión
- 1965 : Le Théâtre de la jeunesse: Sans-souci ou Le Chef-d'œuvre de Vaucanson, de Albert Husson, dirección de Jean-Pierre Decourt
- 1968 : La Dame fantôme, de François Gir
- 1970 : Au théâtre ce soir: Cherchez le corps, Mister Blake, de Frank Launder y Sidney Gilliat, escenografía de Georges Vitaly, dirección de Pierre Sabbagh, Théâtre Marigny
- 1978 : Las brigadas del tigre, de Victor Vicas, episodio Bandes et contrebandes